# Пыргы
Пыргы (хак. пырғы) — духовой инструмент хакасов с широкой мензурой, длина 50—70 см. До половины длины конический, далее цилиндрический. Делается из сосны или кедра. Заготовка раскалывается вдоль на две половины, наружной стороне придается соответствующая форма, внутренняя полость выдалбливается. Затем обе половины складываются вместе, обтягиваются животной кишкой и скрепляются деревянными обручами (иногда берестяными поясками). В узком конце инструмента вырезается небольшое овальное отверстие, в которое иногда вставляется маленькая берестяная трубочка. 
Исполнитель не дует в инструмент, а наоборот, втягивает через него в себя воздух. Получается своеобразный звук, напоминающий крик самки марала. Применяется во время охоты в качестве манка.

## Хакасский язык
Пырғы 1) дудка (из зонтичного растения), 2) охот. дудка, рожок для приманки зверя.